# Кевін Паредес
Кевін Паредес (англ. Kevin Paredes, нар. 7 травня 2003, Саут-Райдінг) — американський футболіст, півзахисник німецького клубу «Вольфсбург» та національної збірної США. Відомий також за виступами в американських клубах «Лаудун Юнайтед» і «Ді Сі Юнайтед».

## Клубна кар'єра
Кевін Паредес народився 2003 року в місті Саут-Райдінг, та є вихованцем футбольної школи клубу «Ді Сі Юнайтед». У дорослому футболі дебютував 2019 року виступами за команду «Лаудун Юнайтед», в якій грав до 2020 року, взявши участь у 4 матчах чемпіонату.
У 2020 році Паредес повернувся до клубу «Ді Сі Юнайтед», та грав за команду з Вашингтона до 2022 року, та весь цей час був основним гравцем середньої лінії команди.
У 2022 році Кевін Паредес став гравцем німецького клубу «Вольфсбург». Станом на 22 липня 2024 року відіграв за «вовків» 52 матчі в національному чемпіонаті.

## Виступи за збірні
2019 року Кевін Паредес дебютував у складі юнацької збірної США (U-16), загалом на юнацькому рівні взяв участь у 6 іграх, відзначившись 2 забитими голами. Протягом 2022—2023 років залучався до складу молодіжної збірної США. На молодіжному рівні зіграв у 4 офіційних матчах, забив 1 гол. Також у складі олімпійської збірної США Паредес брав участь у літніх Олімпійських іграх 2024 року, на яких американська олімпійська збірна вийшла до чвертьфіналу, де поступилася збірній Марокко з рахунком 0-4.
2023 року Кевін Паредес дебютував у складі національної збірної США. Станом на серпень 2024 року зіграв у складі збірної 3 матчі, у яких забитими м'ячами не відзначився.